# Ncuti Gatwa

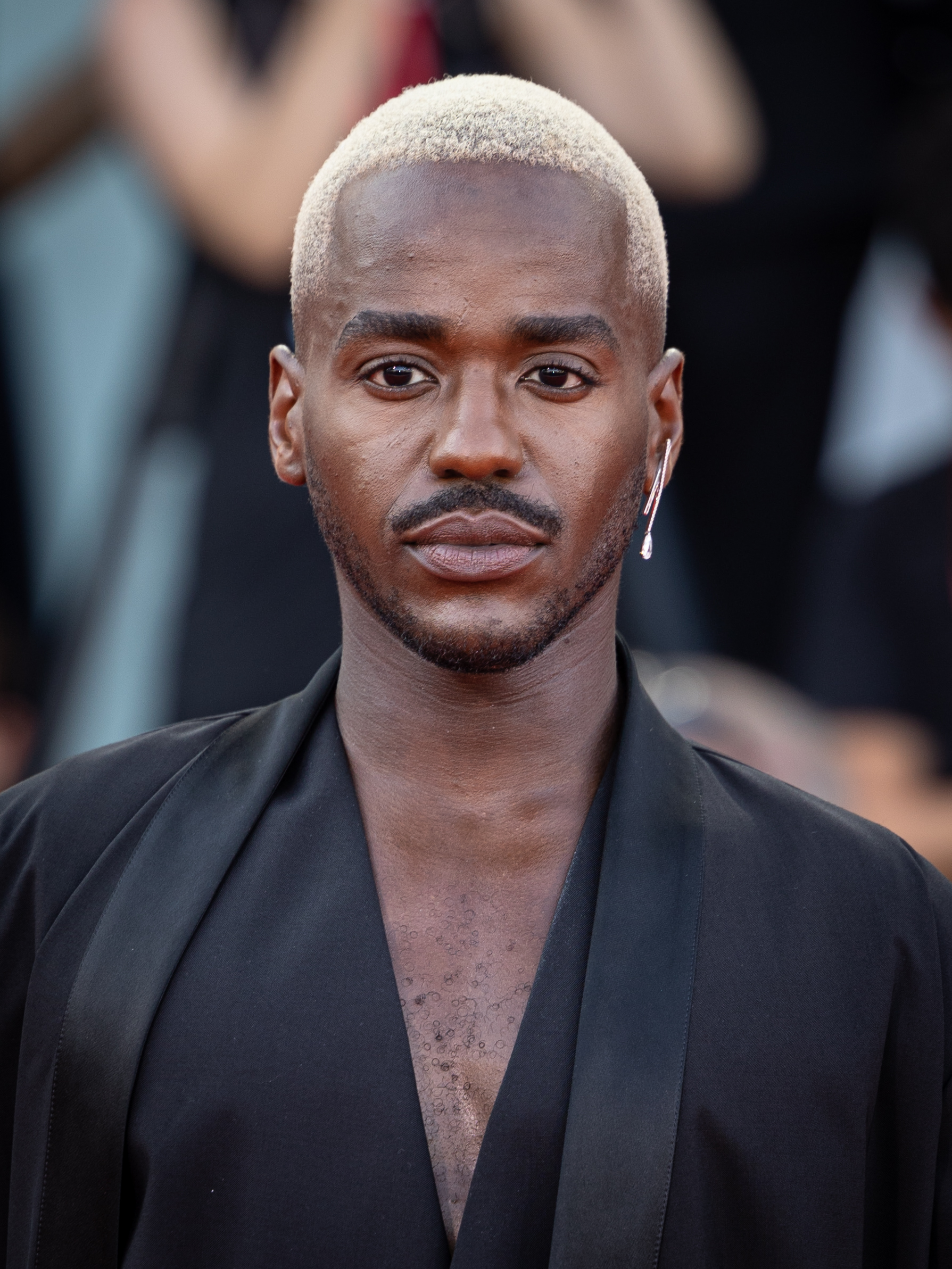
Ncuti Gatwa, 2024

Mizero Ncuti Gatwa (* 15. Oktober 1992 in Kigali, Ruanda) ist ein ruandisch-britischer Schauspieler.

## Leben
Gatwa wurde 1992 in Ruanda geboren. 1994 floh seine Familie vor dem Völkermord nach Schottland, wo nach einer Volkszählung aus dem Jahr 2011 weniger als 1 Prozent der Bevölkerung sich als Schwarze bezeichneten. Er wuchs unter anderem in Edinburgh und später Dunfermline auf. Dort besuchte er die Dunfermline High School und schloss 2013 das Royal Conservatoire of Scotland mit einem Bachelor ab. Seinen ersten Auftritt hatte er 2014 in der Serie Bob Servant. Bekanntheit erlangte er 2019 durch seine Hauptrolle des Eric Effiong in der Netflix-Serie Sex Education. Dort wurde er für den MTV Movie & TV Awards 2019 in der Kategorie englisch best kiss ‚bester Kuss‘ mit Connor Swindells nominiert.
Im Jahr 2020 wurde Gatwa vom britischen Branchendienst Screen International zu den „Stars of Tomorrow“ gezählt.
Von 2023 bis 2025 verkörperte Gatwa eine weitere Inkarnation des Doktors in der britischen Serie Doctor Who. Er ist der erste schwarze Darsteller in der Hauptrolle seit dem Beginn der Serie im Jahr 1963. Erstmals war Gatwa als Doktor im November 2023 in einer Wiederausstrahlung des Fernsehfilms Ein Abenteuer in Raum und Zeit (2013) zu sehen, wobei er in ursprünglich mit Matt Smith gedrehten Szenen auftrat und diesen ersetzte.

## Filmografie (Auswahl)
- 2014: Bob Servant (Fernsehserie, eine Folge)
- 2015: Stonemouth (Fernsehserie, 2 Folgen)
- 2019–2023: Sex Education (Fernsehserie, 32 Folgen)
- 2019: Horrible Histories: The Movie – Rotten Romans
- 2021: Eine Handvoll Worte (The Last Letter from Your Lover)
- 2023: Barbie
- 2023: Ein Abenteuer in Raum und Zeit (An Adventure in Space and Time, Fernsehfilm, Wiederausstrahlung)
- 2023–2025: Doctor Who (Fernsehserie, 19 Folgen)
- 2024: Masters of the Air (Fernsehserie, 2 Folgen)